# R. B. McCallum
Ronald Buchanan McCallum (Paisley, Renfrewshire, Escocia; 28 de agosto de 1898–Letcombe Regis, Berkshire, Inglaterra; 18 de mayo de 1973) fue un historiador británico; fellow, y más tarde director del Pembroke College de Oxford, donde enseñaba Historia Moderna y Ciencias Políticas. McCallum asistió ocasionalmente a las tertulias literarias del grupo de los Inklings, auspiciado por J. R. R. Tolkien y C. S. Lewis.

## Infancia y juventud
Ronald fue el cuarto hijo, y el menor, de Andrew Fischer McCallum, un maestro tintorero, y de su esposa, Catherine Buchanan Gibson. Se educó en la grammar school de Paisley y en el Trinity College de Glenalmond. Durante la Primera Guerra Mundial sirvió dos años (1917-19) en los cuerpos auxiliares de la Fuerza Expedicionaria Británica en Francia. 
De regreso al Reino Unido obtuvo plaza en el Worcester College de Oxford, donde estudió Historia y se graduó con honores de primera clase en 1922.

## Carrera académica
Tras pasar el curso 1922/23 en la Universidad de Princeton, accedió a la Universidad de Glasgow como lector de Historia. En 1925 el Pembroke College de Oxford, le contrató como fellow y tutor de Historia, e integró la Senior Common Room con R. G. Collingwood y J. R. R. Tolkien. Fue el tutor de varias generaciones de estudiantes de historia e instituciones políticas del Reino Unido, y daba un influyente seminario sobre el procedimiento parlamentario británico. Uno de sus alumnos más famosos fue el becario Rhodes y posteriormente senador de los Estados Unidos J. William Fulbright.
McCallum desempeñó durante los treinta años siguientes diversos cargos en Pembroke, hasta ser elegido su director en 1955. Fue el primer director seglar del college desde 1714. Como director de Pembroke, supervisó la transformación del college impuesta por los cambios establecidos en la Ley de Educación Butler, de 1944. Durante su mandato aumentó el número de fellows y entre ellos empezó a haber profesores de Ciencias. Creó el cuadrilátero norte del college en 1962 mediante la rehabilitación de una hilera de casas históricas entre Pembroke Street y Beef Lane.
Además de sus cargos en Pembroke, desempeñó otros cargos en la universidad, como el de senior proctor en 1942 y 1943 y el de asistente del vicerrector en 1961 así como el de miembro universitario del Ayuntamiento de Oxford, de 1958 a 1967. McCallum fue el editor de la revista The Oxford Magazine en tres ocasiones: 1933, 1967 y 1972. McCallum es ampliamente recordado por su trabajo como historiador y analista de la opinión pública británica. Algunas fuentes indican que McCallum acuñó el término «psefología» (análisis estadístico de elecciones) en 1952 para describir el análisis científico de las elecciones inmediatamente anteriores en el Reino Unido, mientras que otras sostienen que fue F. R. Hardie quien lo acuñó.
En 1967 renunció a la dirección de Pembroke para convertirse en el director de lo que, al año siguiente, se le daría el nombre de «Fundación de Santa Catalina del rey Jorge VI y de la reina Isabel», con sede en Cumberland Lodge, en el Windsor Great Park. Mantuvo ese cargo hasta 1971.

## Publicaciones
- Asquith (biografía, 1936). Colección Great Lives.
- England and France, 1939-1943 (1944).
- Public Opinion and the Last Peace (1944).
- The British General Election of 1945 (1947, con Alison Readman).
- The Liberal Party from Earl Grey to Asquith (1963). Colección Men and Ideas.